# Isanda
Isanda là một chi ốc biển, là động vật thân mềm chân bụng sống ở biển trong họ Trochidae, họ ốc đụn.

## Các loài
Các loài trong chi Isanda gồm có:
- Isanda hemprichi (Issel, 1869)[2]
- Isanda holdsworthiana H. Nevill & G. Nevill, 1871[3]